# の
の або ノ (/no/; МФА: [no] • [no̜ ̞]; укр. но) — склад в японській мові, один зі знаків японської силабічної абетки кана. Становить 1 мору. Розміщується у комірці 5-го рядка 5-го стовпчика таблиці ґодзюон.

## Короткі відомості

### Опис
Фонема сучасної японської мови. Складається з одного ясенного приголосного звука та одного огубленого голосного заднього ряду високо-середнього піднесення /o/ (お).
| Ясенний носовий: |  | /n/ → | の | [no] |  |

### Порядок
Місце у системах порядку запису кани:
- Порядок ґодзюону: 25.
- Порядок іроха: 26. Між ゐ і お.

### Абетки
- Хіраґана: の

Походить від скорописного написання ієрогліфа 乃 (но, я, ти).
- Катакана: ノ

Походить від скорописного написання лівої складової ієрогліфа 乃 (но, я, ти).
- Манйоґана: 努 • 怒 • 野 • 乃 • 能 • 笑 • 荷

### Транслітерації
- Кирилиця:
Система Поліванова: НО (но).
Альтернативні системи: НО (но).
- Латинка
Система Хепберна: NO (no).
Японська система: NO (no).
JIS X 4063: no
Айнська система: NO (no).

### Інші системи передачі
- Шрифт Брайля:
| －● ●－ |
- Радіоабетка: НОхара но НО (野原のノ; «но» поля)
- Абетка Морзе: ・・－－